# Airgetmar
Airgetmar, fils de Sirlám, est selon les légendes médiévales et la tradition pseudo historique irlandaise un Ard ri Erenn.

## Règne
Le Lebor Gabála Érenn rapporte que pendant le règne d'Ailill Finn, Airgetmar tue Fíachu Tolgrach lors d'un combat mais qu'il est contraint de s'exiler par Eochaid le fils d'Aillil, Lugaid fils d'Eochaid Fíadmuine, et les « Hommes de Munster ».
Au bout de sept ans il revient en Irlande et avec l'aide de Dui Ladrach, il tue  Ailill. Eochaid devient Haut roi mais Airgetmar et Dui le tue peu après. C'est alors qu'Airgetmar prend le pouvoir Geoffrey Keating  relate une version différente de la prise du pouvoir par  Airgetmar. Eochu résiste à  Airgetmar, conclut une alliance avec Dui et règne deux ans, mais Dui le tue traîtreusement lors d'une conférence permettant ainsi à Airgetmar de monter sur le trône.
Airgetmar règne  30 ans selon le  Lebor Gabála Érenn et les Annales des quatre maîtres ), ou  23 ans (selon Geoffrey Keating F.F.E), à la fin desquels il est tué par Dui et  Lugaid Laigdech. Le fils d'Eochaid peut désormais accéder au trône après la disparition de tous les concurrents.
Le Lebor Gabála synchronise son règne avec celui d'Artaxerxès III  en Perse (358-338 av. J.-C.). La chronologie de Geoffrey  Keating, Foras Feasa ar Éirinn date son règne de  570-547 av. J.-C. , et les Annales des quatre maîtres de 778-748 av. J.-C.

## Postérité
Airgetmar laisse trois fils dont les fils seront alternativement Ard ri Erenn :
- Badam père d'Áed Rúad
- Deman père de Díthorba
- Fintan père de Cimbáeth

## Source
- (en) Cet article est partiellement ou en totalité issu de l’article de Wikipédia en anglais intitulé « Airgetmar » (voir la liste des auteurs), édition du 9 avril 2012.